# SC Bettembourg
SC Bettembourg (Luxemburgs: SC Beetebuerg), ook wel Sporting Bettembourg is een Luxemburgse voetbalclub uit Bettembourg. Het gemeentelijk stadion is de thuisbasis en de clubkleuren zijn blauw en wit.

## Geschiedenis
De historie van voetbal in Bettembourg gaat terug tot 1908 als Eclair wordt opgericht. In 1917 vindt er een fusie plaats, tien jaar later wordt de huidige naam aangenomen.
In de Tweede Wereldoorlog wordt de club gedwongen om de naam te wijzigen naar FK Bettemburg, maar na vier jaar wordt de originele naam in ere hersteld. 
Promotie naar de Éirepromotioun wordt in 1997 bewerkstelligd. Ook in 2020 promoveerde het naar de tweede klasse. 

### Vrouwen
Vanaf 2012 is er ook een vrouwenelftal onder de naam SC Bettembourg Féminine. Het klom heel snel op naar de hoogste klasse, de Dames Ligue 1. Het debuut volgde in het seizoen 2014/15. SC Bettembourg Féminine eindigde toen als tweede achter kampioen Jeunesse Junglinster, dat een beter doelsaldo had. Landskampioen werd het dameselftal in 2016/17 en 2018/19.